# Statystyka w ujęciu bayesowskim

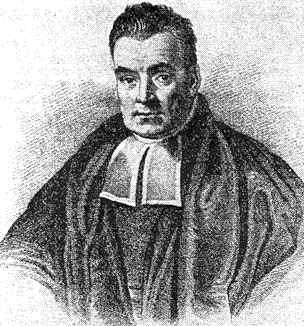
Thomas Bayes

Statystyka bayesowska (ang. Bayesian statistics) – podejście rozwijane we współczesnej statystyce, będące alternatywą dla klasycznej, częstościowej statystyki opartej na testach istotności statystycznej hipotezy zerowej i przedziałach ufności. Oparta jest na bayesowskiej koncepcji prawdopodobieństwa (czyli prawdopodobieństwie subiektywnym), gdzie prawdopodobieństwo interpretowane jest jako stopień wiary w wystąpienie danego wydarzenia. Nazwa tego podejścia pochodzi od nazwiska angielskiego matematyka i duchownego Thomasa Bayesa, który był twórcą twierdzenia Bayesa, a więc twierdzenia sformułowanego w ramach rachunku prawdopodobieństwa, wiążącego prawdopodobieństwa warunkowe dwóch zdarzeń warunkujących się nawzajem. W statystyce bayesowskiej wykorzystuje się wnioskowanie bayesowskie, będące alternatywą dla wnioskowania częstościowego.

## Powstanie i rozwój statystyki bayesowskiej
Podstawą statystyki bayesowskiej jest twierdzenie Bayesa, które zostało po raz pierwszy opublikowane w 1763 r. (a więc dwa lata po śmierci jego autora) w książce An Essay towards solving a Problem in the Doctrine of Chances. Zwolennikami podejścia bayesowskiego byli najwybitniejsi matematycy jak Pierre Simon de Laplace i Henri Poincaré, a także znany ekonomista John Maynard Keynes. Jednak dopiero rozwój i upowszechnienie współczesnych komputerów umożliwił przekształcenie się podejścia zapoczątkowanego przez Bayesa w poważny i awangardowy nurt współczesnej statystyki. Współczesna statystyka bayesowska, wzbogacona o narzędzia informatyczne (np. język programowania R, program JASP itd.), umożliwia stawianie i rozwiązywanie problemów niedostępnych dla klasycznej statystyki częstościowej.
Ważną postacią dla rozwoju statystyki bayesowskiej był Harold Jeffreys, brytyjski astronom, statystyk i geofizyk. Nazwa programu do analizy statystycznej JASP (notabene umożliwiającego szeroki wybór procedur statystyki bayesowskiej) jest akronimem od Jeffreys’s Amazing Statistics Program i stanowi uhonorowanie (ze strony twórców programu) jego zasług dla rozwoju statystyki bayesowskiej.
Włoski matematyk Bruno de Finetti, który również rozwijał subiektywne rozumienie prawdopodobieństwa, wyraził znane, chociaż budzące kontrowersje wśród statystyków stwierdzenie: Prawdopodobieństwo nie istnieje (ang. Probability does not exist). Stwierdzenie to jest wyrazem sceptycyzmu co do istnienia prawdopodobieństwa w sensie obiektywnym.
Izraelski informatyk Judea Pearl oraz amerykański matematyk Richard Neapolitan zapoczątkowali rozwój sieci bayesowskich. Izraelski statystyk Gideon Schwarz stworzył Bayesowskie kryterium informacyjne Schwarza, jeden ze wskaźników dopasowania modelu, używany w modelowaniu równań strukturalnych.
Innymi współczesnymi statystykami rozwijającymi podejście bayesowskie są Dennis Lindley oraz Nils Lid Hjort.

## Porównanie podejścia klasycznego i bayesowskiego
Statystyka bayesowska różni się od podejścia klasycznego zarówno pod względem postrzegania tego, czym jest prawdopodobieństwo (czy ma ono charakter obiektywny, czy subiektywny), stosowanego wnioskowania statystycznego, odwoływania się do testów istotności statystycznej i przedziałów ufności, aby wesprzeć wnioskowanie statystyczne.
|                                | Podejście klasyczne (częstościowe) | Podejście bayesowskie    |
| ------------------------------ | ---------------------------------- | ------------------------ |
| Prawdopodobieństwo             | Obiektywne                         | Subiektywne              |
| Wnioskowanie statystyczne      | Wnioskowanie częstościowe          | Wnioskowanie bayesowskie |
| Testy istotności statystycznej | Tak                                | Nie                      |
| Przedziały ufności             | Tak                                | Nie                      |
| Prawdopodobieństwo warunkowe   | Nie                                | Tak                      |

## Metody statystyki bayesowskiej
W statystyce bayesowskiej odróżnia się dwa rodzaje prawdopodobieństwa:

1) prawdopodobieństwo początkowe (a priori) – mówi o tym, że hipoteza jest prawdziwa i jest ono subiektywnie określane przez osobę interpretującą wyniki,

2) prawdopodobieństwo końcowe (a posteriori) – jest tym, co badacz chce obliczyć. Jest ono obliczane na podstawie połączenia prawdopodobieństwa początkowego i danych; wykorzystuje się do tego tzw. czynnik Bayesa (wskaźnik, który jest obliczany na podstawie danych i oceniający szansę na to, że hipoteza nie jest prawdziwa).
Metody używane w statystyce bayesowskiej wymagają użycia informacji zdobytych a priori i danych empirycznych w celu wygenerowania rozkładu a posteriori, który z kolei posłuży do sformułowania wniosku statystycznego. Celem statystyki bayesowskiej jest ustalenie prawdopodobieństwa końcowego (prawdopodobieństwa a posteriori) dla testowanej hipotezy.
King i Minium w swoim podręczniku podają następujący przykład ilustrujący logikę wnioskowania bayesowskiego i różnicę pomiędzy nim a podejściem klasycznym:
Pewna osoba budzi się w środku nocy z bólem głowy. W ciemności wybiera z apteczki jedną z trzech butelek z lekarstwem i zażywa tabletkę. Po pewnym czasie budzi się spocona, mając dreszcze i mdłości. Po włączeniu światła okazuje się, że w dwóch butelkach z apteczki była aspiryna, a w trzeciej trucizna. Jak można obliczyć prawdopodobieństwo, że dana osoba zażyła truciznę? Posiadamy dodatkowo informację, że prawdopodobieństwo pojawienia się wskazanych wyżej objawów po zażyciu aspiryny wynosi 5%, zaś po zażyciu trucizny 80%.
Zgodnie z podejściem klasycznym w statystyce prawdopodobieństwo wynosi 33%. Natomiast zgodnie z podejściem bayesowskim wynosi ono 89%, gdyż uwzględniono również informacje dotyczące prawdopodobieństwa wystąpienia objawów.